# Bahrein ai Giochi della XXXI Olimpiade
Il Bahrein ha partecipato ai Giochi della XXXI Olimpiade, che si sono svolti a Rio de Janeiro, Brasile, dal 5 al 21 agosto 2016, con una delegazione di 33 atleti impegnati in quattro. Portabandiera alla cerimonia di apertura è stata la diciannovenne nuotatrice Farhan Farhan, alla sua prima Olimpiade.
La rappresentativa del Bahrein, alla sua nona partecipazione ai Giochi estivi, ha conquistato una medaglia d'oro e una d'argento, entrambe nell'atletica leggera femminile.

## Medagliere

### Per disciplina
| Sport            | Oro | Argento | Bronzo | Totale |
| ---------------- | --- | ------- | ------ | ------ |
| Atletica leggera | 1   | 1       | 0      | 2      |
| Totale           | 1   | 1       | 0      | 2      |

### Medaglie
| Medaglia | Atleta       | Sport            | Evento       |
| -------- | ------------ | ---------------- | ------------ |
| Oro      | Ruth Jebet   | Atletica leggera | 3000 m siepi |
| Argento  | Eunice Kirwa | Atletica leggera | Maratona     |